# 알기에바 b
알기에바 b 또는 사자자리 감마 b는 사자자리 방향으로 지구로부터 약 125.5 광년 떨어진 곳에 있는 쌍성 알기에바 A 주위를 돌고 있는 외계 행성이다.

## 발견
2009년 11월 6일 알기에바 주위를 돌고 있는 외계 행성의 존재가 공식적으로 발표되었다. 알기에바의 시선 속도에는 두 개의 강렬한 규칙성이 있는데, 하나는 8.5일, 다른 하나는 1340일 간격이다. 전자는 항성의 대기 활동 때문이며 후자는 또다른 외계 행성의 존재 때문일 것으로 추측하고 있다. 만약 외계 행성의 존재가 사실이라면, 알기에바 c로 명명될 이 행성의 질량은 목성의 2.14배, 궤도 이심률은 0.13, 항성과의 거리는 2.6 천문 단위일 것이다. 다만 c의 존재는 아직 검증되지 않았다.

## 특징
알기에바 b의 최소 질량은 목성의 8.78배이며 항성으로부터는 태양~지구 간격보다 약간 더 먼 정도 떨어져 있다. 그러나 알기에바는 태양보다 320배나 밝다. 따라서 b가 받는 열은 지구를 당겨 태양으로부터 0.066 천문단위까지 붙여 놓았을 때 받을 열과 비슷할 것이다. b는 외계 행성 중에서도 질량이 매우 큰 편이며 따라서 중력도 막강할 것이기 때문에 자체적으로 압축되어 덩치는 목성보다 약간 작을 것이다. 항성으로부터의 거리로 추측한 알기에바 b의 겉모습은 수다르스키의 외계 행성 겉모습 중 III형에 해당될 것이며, 인간의 눈으로 볼 때 구름 한 점 없이 맑은 푸른 대기가 펼쳐져 있는 것처럼 보일 것이다.